# Şūfīān Deh
Şūfīān Deh (persiska: صوفیان ده) är en ort i Iran.   Den ligger i provinsen Gilan, i den nordvästra delen av landet, 250 km nordväst om huvudstaden Teheran. Antalet invånare är 809.
Terrängen runt Şūfīān Deh är mycket platt. Runt Şūfīān Deh är det tätbefolkat, med 659 invånare per kvadratkilometer. Närmaste större samhälle är Rasht, 15,3 km sydost om Şūfīān Deh. Trakten runt Şūfīān Deh består i huvudsak av gräsmarker.